# 吉田照幸
吉田 照幸（よしだ てるゆき、1969年12月13日 - ）は、日本のテレビディレクター、演出家、プロデューサー。NHKエンタープライズ番組開発部所属エグゼクティブプロデューサー。福岡県北九州市生まれ、山口県防府市育ち。

## 略歴
山口県立防府高等学校、青山学院大学法学部卒業。同大学在学時にフジテレビの深夜特番『北半球で一番くだらない番組』とTBSのドキュメンタリー『世界で一番過酷なマラソン』に感銘を受け、テレビ業界を目指す。
民放の最終面接に落ちた後に1年就職浪人をして、1993年（平成5年）日本放送協会 (NHK) 入局。元々報道・ドキュメンタリー志望だったというが、入局時の研修での第3希望に『何か新しいこと』と書いたために番組制作局第2制作センターエンターテイメント番組部に配属され、公開派遣番組を担当する（前説を多く担当したという）。入社1か月の研修期間後の初の配属先は『NHKのど自慢』の班だった。1996年（平成8年）に広島局に異動し、念願だったドキュメンタリーなど番組製作全般を担当する。
2000年に東京本部（放送センター）に戻り、番組制作局エンターテイメント番組部に復帰。その後、2002年（平成14年）にNHK内に新設された番組開発部に配属され、「若い世代に見てもらえる番組」の企画を求められる。その中で、人々が「シュールな笑い」を求めていることに着目し、（NHKの上層部のゴーサインを得るために）サラリーマンを題材としたコント番組の企画を立案、これが『サラリーマンNEO』として番組化され、以後一貫してこの番組の演出を手がけることとなった。演出手法については、本屋で買った映画学校の教本を読み込み、カメラワークは大河ドラマの担当者から資料をもらって学んだという。2012年にサラリーマンNEOが映画化された際には映画監督も務めている。この頃、プロデューサーにならないかという打診もあったが、ディレクターを続ける道を選んだ。
2013年度上期の連続テレビ小説『あまちゃん』の演出を手がけた。この当時、ドラマの演出は本来部局担当外の仕事ではあるが、ドラマのチーフである同期の井上剛の誘いに応じたものであるという。
2013年9月よりNHKエンタープライズ所属、番組開発部エグゼクティブプロデューサーとなった。

## 受賞歴
- 第106回ザテレビジョンドラマアカデミー賞 監督賞（『エール』、松園武大・橋爪紳一朗と共同）[15]
- 第3回大山勝美賞（2017年）[16]

## 主な担当番組・作品

### テレビ番組
- NHKのど自慢
- ふるさと愉快亭 小朝が参りました
- NHK歌謡コンサート
- にんげんドキュメント『そこに歌があった〜のど自慢 イン アルゼンチン』
- サラリーマンNEO
- となりのシムラ
- 志村けん in 探偵佐平 60歳（樋口有介『木野塚佐平シリーズ』のコントドラマ化[17]）

### テレビドラマ
- 連続テレビ小説
  - あまちゃん（2013年）
  - エール（2020年）- 脚本も執筆[18]。
- ジャンクション39〜男たち、恋に迷走中!〜（2015年）
- 洞窟おじさん（2015年）
- 富士ファミリー（2016年）
  - 富士ファミリー2017（2017年）
- 獄門島（2016年11月19日、NHK BSプレミアム）
- Home Sweet Tokyo（2017年）
- 弟の夫（2018年）
- 悪魔が来りて笛を吹く（2018年7月28日、NHK BSプレミアム）
- マリオ〜AIのゆくえ〜（2018年）
- 八つ墓村（2019年）
- 大河ドラマ 鎌倉殿の13人（2022年）
- 犬神家の一族（2023年）
- アイドル誕生 輝け昭和歌謡（2023年）
- VRおじさんの初恋（2024年）[19]

### 映画
- サラリーマンNEO劇場版(笑)
- 疾風ロンド
- 探偵はBARにいる3

## 著書
- 『発想をカタチにする技術 新しさを生みだす“ありきたり”の壊し方』日本実業出版社、2013年11月14日。ISBN 978-4-534-05131-8。
- 『「おもしろい人」の会話の公式 気のきいた一言がパッと出てくる！』SBクリエイティブ、2015年2月11日。ISBN 978-4-797-38064-4。
  - 『気のきいた会話ができる人だけが知っていること』SBクリエイティブ、2023年6月6日。ISBN 978-4-815-62105-6。 - 『「おもしろい人」の会話の公式』の一部加筆修正および改題版

## 出演
- 100カメ（2022年6月14日、NHK）（「鎌倉殿の13人」の準備～野外ロケの現場に密着）[20]